# Sympistis karinae
Sympistis karinae là một loài bướm đêm trong họ Noctuidae.